# Леман, Анатолий Иванович
Анато́лий Ива́нович Ле́ман (1 [13] июня 1859, Москва — 11 [24] сентября 1913, Санкт-Петербург) — русский писатель и изготовитель струнных смычковых инструментов, профессиональный бильярдист.

## Биография
Учился в московской военной гимназии (о которой впоследствии написал «Очерки кадетской жизни») (1879), затем в Санкт-Петербурге в Павловском военном училище (где его соучеником был Семён Надсон) и в Николаевском инженерном училище. Окончив курс в 1882 году, служил в Ивангороде и в Новогеоргиевске, но уже в 1884 г. вышел в отставку. В 1884—1885 гг. жил в Москве, редактировал журнал «Развлечение». Затем переселился в Санкт-Петербург и во второй половине 1880-х гг. входил в кружок писателей Иеронима Ясинского. Во время революционных событий 1905 года издавал газету «Рабочая неделя», был привлечён к суду, но в 1906 году оправдан. Профессионально занимался бильярдом. Занимался также изготовлением скрипок, зубоврачебной практикой и др.
Публиковал повести и рассказы в журналах «Наблюдатель», «Исторический вестник», «Всемирная Иллюстрация» и др. Отдельными изданиями выпустил книги «Дворянская повесть» (1886), «Кефир» (1891) и др. Опубликовал также учебник «Теория бильярдной игры» (1884), в Музыкальном издательстве П. И. Юргенсона выпустил «Книгу о скрипке» (1892), за которой последовала ещё серия разнообразных книг об этом музыкальном инструменте. Многие суждения Лемана носили ярко выраженный публицистический характер: так, главу русской скрипичной школы Леопольда Ауэра он называл «ненавистником русской скрипки».

## Семья
Сын — Леман, Лев Анатольевич 1885 г.р., был близким гимназическим товарищем Н. С. Гумилёва, увлекался занятиями поэзией. Во время Первой Мировой войны в чине прапорщика служил в Духовщинском 267-м пехотном полку, за отличия был награждён орденом Св. Станислава 3 степени с мечами и бантом. Умер в 1942 году в Ленинграде во время блокады.

## Публикации А. И. Лемана
- Леман А. И. Теория бильярдной игры, М., 1884, второе издание - С-Петербург, 1906.
- Леман А. И. Акустика скрипки в двух частях с 70 рисунками и автотипиями с подлинных итальянских инструментов и с портретом автора. М., 1903.
- Леман А. И. Думы о скрипке. Седьмой сборник писем и отзывов. СПб., 1912.
- Леман А. И. Книга о скрипке в двух частях со 115 рисунками в тексте и с приложением двенадцати больших чертежей. М., 1893.
- Леман А. И. Книга о скрипке № 4. С рисунками в тексте. СПб. — М., 1908.
- Леман А. И. Книга о скрипке № 5. С рисунками в тексте. СПб. — М., 1909.
- Леман А. И. Книга о скрипке № 8. С рисунками в тексте. СПб.,1914.
- Леман А. И. О скрипке. № 2. 1889—1906. СПб., 1906.
- Леман А. И. О скрипке. (Виолончели). № 3. СПб., 1908.
- Леман А. И. Новое о русской скрипке. СПб., 1911.
- Леман А. И. Письма о скрипке и виолончели. Заметки о музыкально-инструментальном искусстве и о моих опытах. СПб., 1900.
- Леман А. И. Русская скрипка. С рисунками в тексте. СПб., 1909.
- Леман А. И. Седьмая симфония. Книга о скрипке № 7. С рисунками в тексте. М. — СПб., 1912.
- Леман А. И. Скрипачи и скрипки. (Виолончелисты и виолончели.) СПб., 1910.
- Леман А. И. Царица инструментов. Мысли о скрипке, музыке, людях, деньгах, отзывы, письма и прейс-куранты. Книга о скрипке № 6. М. — СПб., 1910.